# Luján (apellido)

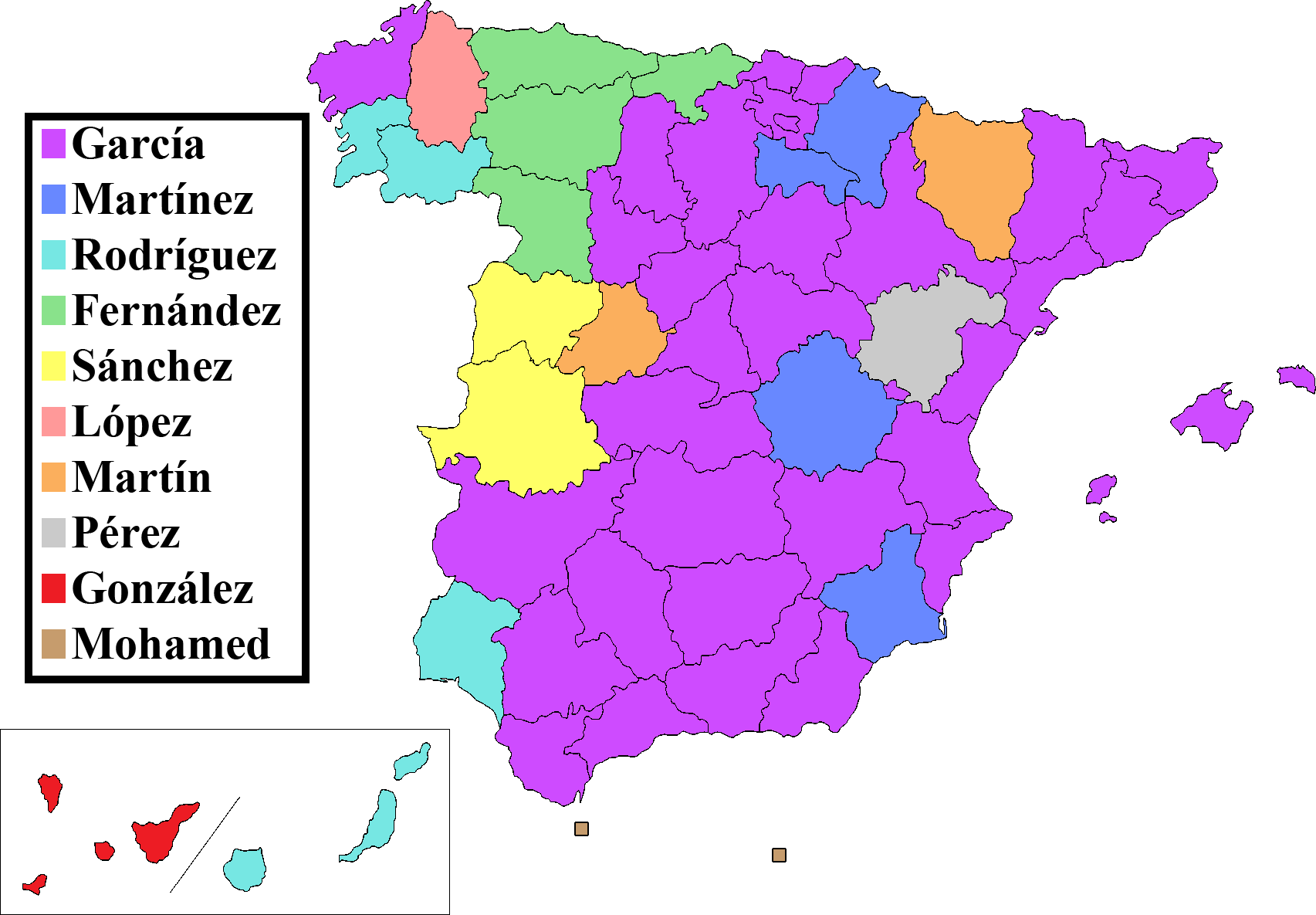
Distribución de los apellidos más comunes por provincias en España, en el año 2006. Rodríguez es el apellido más común en 4 provincias españolas: Orense, Pontevedra, Huelva y Las Palmas.

Luján es un apellido toponímico de origen aragonés, relativamente frecuente y repartido por España, registrándose sobre todo en La Mancha, Comunidad Valenciana, Murcia, Aragón, Andalucía oriental y Cataluña. Procede del topónimo Luján (Aluján), nombre de una población perteneciente al municipio de La Fueva, en la provincia de Huesca, cuya raíz estaría en el bajo latín luxare que significa "elegante" o "brillante".

## Origen

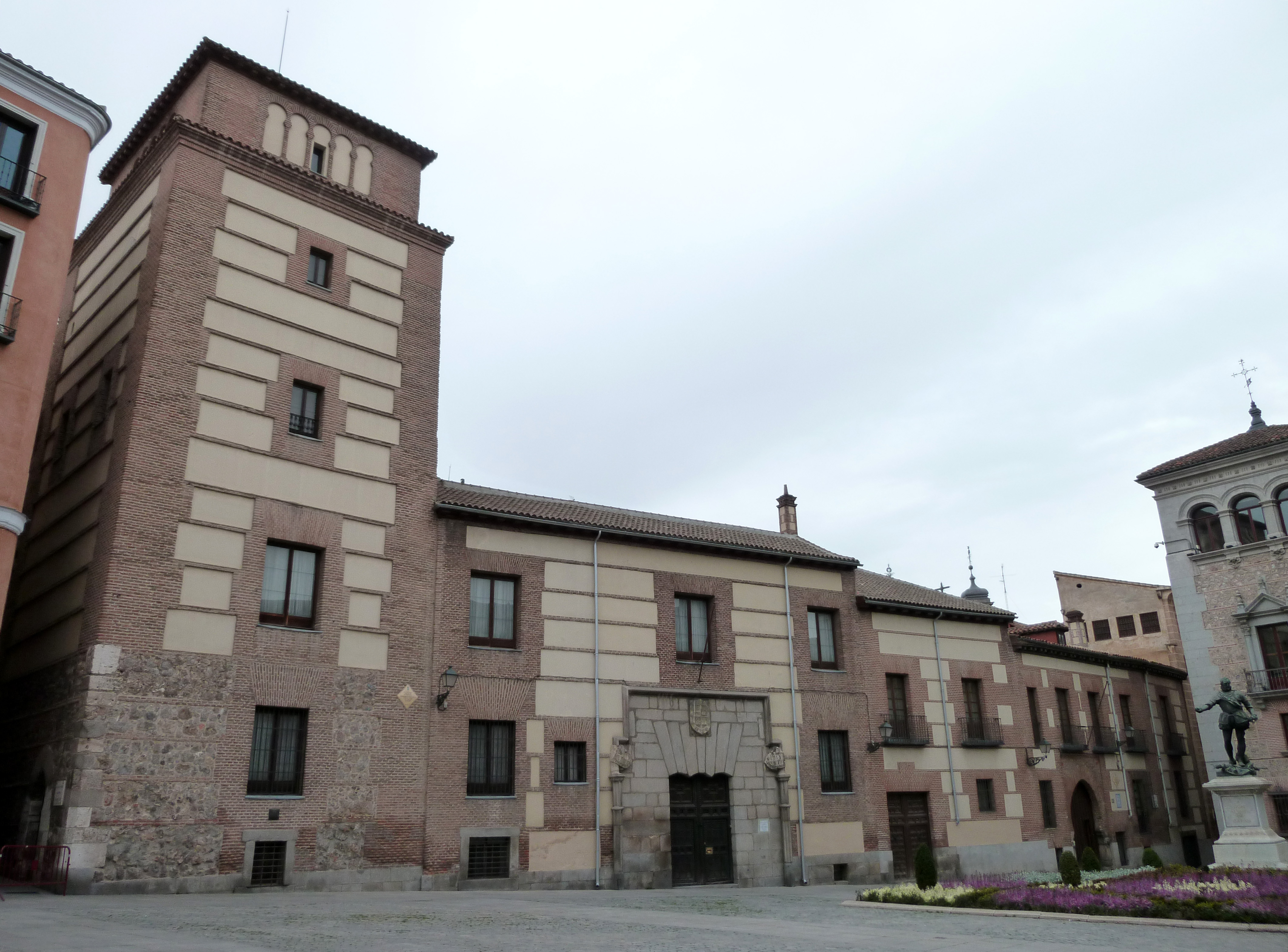
Casa y Torre de los Lujanes

Se documentan familias Luxan o Luján en Aragón ya en el siglo XIII, con casa solar en Muro de Roda (Huesca), desde donde sus ramas pasaron a otros lugares de Aragón, Castilla, Levante y Andalucía. A Castilla pasó Manuel Ximénez de Luján, acompañando a la infanta doña Leonor, hija del Rey don Pedro IV de Aragón "el ceremonioso", cuando casó con el Rey don Juan I de Castilla. Establecidos en Madrid, los Luján poseyeron casa solar con una torre fuerte que aun se conserva en la Plaza de la Villa, siendo conocida con el nombre de Torre de los Lujanes. En ésta estuvo prisionero el rey Francisco I de Francia, después de su derrota y aprensión en la Batalla de Pavía, ganada por el emperador Carlos V en el año 1525.  
La familia de los Luján fue una de las más importantes de la nobleza madrileña, y sus miembros se destacarían como leales servidores de la Corona, tanto en el servicio de las armas como en el de las leyes y la administración. Sus servicios fueron recompensados con donaciones de rentas, alcaldía de fortalezas, hábitos y encomiendas de las órdenes militares, especialmente de las de Santiago y Alcántara, y por fin, en 1670 Carlos II les concedió un título de nobleza, el Condado de Castroponce. Pero a pesar de todas estas mercedes, la rama mayor de los Luján se mantuvo como una familia de la nobleza media.

## Títulos nobiliarios
El 6 de diciembre de 1669, el rey Carlos II concedió el título de Conde Castroponce a don Fernando de Luján Robles Caballero de la Orden de Alcántara, Comendador de Esparragal y Casas de Coria, Señor de Valdetrigueros, Vizconde de Santa María y Gentilhombre del Monarca. Por su parte, el rey Carlos III otorgó el ducado de Almodovar del Valle a don Pedro Francisco de Luján y Góngora, en 11 de junio de 1780, que ya era el Marqués de Almodóvar del Río, VI de Ontiveros y V Conde de Canalejas, Adelantado Mayor de la Florida, Académico de la Española, Director de la Academia de Historia, Ministro del Consejo de Estado y embajador en Londres y en Lisboa, así como Señor del Condado y Villa de Termiñón. Ante la orden Militar de Santiago probaron su nobleza de sangre: Don Juan de Luján y Aragón, en 1633; don Diego Luján y Guzmán de Robles, en 1623; don Pedro de Luján y Laso de Castilla en 1561; don Juan de Luján y Lugo, en 1529; don Juan de Luján, en 1606; don Jerónimo de Luján y Ruiz, en 1554 y don Fernando de Luján Rivadeneira, Doña Verónica Luján, en 1688; Comendador de Ocaña, en 1584, todos ellos naturales de Madrid.